# Лахен (Швабија)
Лахен (њем. Lachen) општина је у њемачкој савезној држави Баварска. Једно је од 52 општинска средишта округа Унтералгој. Према процјени из 2010. у општини је живјело 1.426 становника. Посједује регионалну шифру (AGS) 9778162.

## Географски и демографски подаци
Лахен се налази у савезној држави Баварска у округу Унтералгој. Општина се налази на надморској висини од 651 метра. Површина општине износи 13,3 km². У самом мјесту је, према процјени из 2010. године, живјело 1.426 становника. Просјечна густина становништва износи 107 становника/km².